# Smirnych
Smirnych – osiedle typu miejskiego w Rosji, w obwodzie sachalińskim. W 2010 roku liczyło 7399 mieszkańców.